# Luka Bukić
Luka Bukić (* 20. April 1994 in Zagreb) ist ein kroatischer Wasserballspieler. Er gewann bis 2024 mit der kroatischen Nationalmannschaft zwei olympische Silbermedaillen sowie je eine Silber- und Bronzemedaille bei Weltmeisterschaften.

## Karriere
Luka Bukić ist der Sohn des zweifachen Olympiasiegers Perica Bukić. Er spielte von 2010 bis 2021 bei HAVK Mladost Zagreb mit Ausnahme der Saison 2018/19, als er in Italien bei Pro Recco war. Er wurde 2019 italienischer und 2021 kroatischer Meister. 2021 wechselte er zu VK Jadran Split.
Im Juni 2013 gewann Bukić mit der kroatischen Nationalmannschaft den Titel bei den Mittelmeerspielen 2013 vor den Spaniern. Im August wurden die Weltmeisterschaften in Barcelona ausgetragen. Die Kroaten gewannen im Viertelfinale nach Verlängerung gegen die Australier und unterlagen dann im Halbfinale den Ungarn mit 10:11. Im Spiel um den dritten Platz siegten die Kroaten gegen die Italiener. Bukić erzielte im Turnierverlauf drei Tore. Zwei Wochen nach den Weltmeisterschaften gewann Luka Bukić mit dem kroatischen Team die Silbermedaille bei den Juniorenweltmeisterschaften. 2014 bei der Europameisterschaft in Budapest unterlagen die Kroaten im Viertelfinale der italienischen Mannschaft und erreichten in der Platzierungsrunde den fünften Platz. Bukić erzielte im Turnierverlauf vier Tore. 2015 bei den Weltmeisterschaften in Kasan gewannen die Kroaten im Viertelfinale gegen Montenegro und im Halbfinale nach Fünfmeterschießen gegen die griechische Mannschaft. Im Finale siegten die Serben mit 11:4. Luka Bukić traf im Finale nicht, erzielte aber sechs Treffer während des Turniers. Bei den Olympischen Spielen 2016 in Rio de Janeiro belegten die Kroaten in ihrer Vorrundengruppe den zweiten Platz hinter den Spaniern. Mit einem Viertelfinalsieg über die Brasilianer und einem Halbfinalsieg gegen die Montenegriner erreichten die Kroaten das Finale. Wie im Jahr zuvor unterlagen sie im Endspiel den Serben, das Ergebnis lautete diesmal 7:11. Bukić warf sechs Tore, ging aber in Halbfinale und Finale leer aus.
Von 2016 bis 2019 pausierte Luka Bukić im Nationalteam. Im Juni 2019 verhinderte dann eine Blinddarmoperation sein Comeback. Bei den 2021 ausgetragenen Olympischen Spielen in Tokio belegten die Kroaten nach einer Viertelfinalniederlage gegen die Ungarn den fünften Platz. Ein Jahr später gewannen die Kroaten im Viertelfinale der Weltmeisterschaften 2022 in Budapest im Viertelfinale mit 14:12 gegen Serbien. Nach einer 5:10-Niederlage gegen die Spanier im Halbfinale verloren die Kroaten im Spiel um den dritten Platz gegen die Griechen. Zwei Monate später bei der Europameisterschaft in Split gewannen die Kroaten im Halbfinale mit 11:10 gegen die Italiener und im Finale mit 10:9 gegen die Ungarn. Bei der Weltmeisterschaft 2023 in Fukuoka verloren die Kroaten in den Play-offs gegen Montenegro und belegten am Ende den neunten Rang. Im Januar 2024 bei der in Zagreb und Dubrovnik ausgetragenen Europameisterschaft bezwangen die Kroaten im Halbfinale die Ungarn. Im Finale unterlagen sie den Spaniern mit 10:11, wobei Bukic vier der zehn Tore erzielte. Bei den Olympischen Spielen 2024 in Paris belegten die Kroaten in der Vorrunde den vierten Platz. Im Viertelfinale besiegten sie die Spanier und im Halbfinale die Ungarn. Im Finale trafen sie auf Serbien, den Vierten der anderen Vorrundengruppe, und unterlagen 11:13. Luka Bukić spielte im Finale 20 von 32 Minuten, erzielte aber kein Tor.